# Carolyn Meinel
Carolyn P. Meinel (nascuda el 1946) va ser notable en el l'escena de la pirateria informàtica durant la dècada dels 90 del segle xx. El 1983 Carolyn va rebre el màster de ciències en enginyeria industrial de la Universitat d'Arizona. El seu pare és Aden Meinel i la mare és Marjorie Meinel. Meinel es va casar amb el seu primer marit, Howard Keith Henson, el 1967 i es va divorciar el 1981. Meinel té quatre filles, una de les quals és Valerie Aurora. L'agost de 1975, Meinel va ser cofundadora (amb el seu llavors marit, Keith Henson) l'L5 Society, de llavors ençà es va fusionar a la National Space Society, i va ser presidenta durant diversos anys.
El 1996, Meinel estava entre els blancs d'un bombardeig de correus electrònics d'alt perfil conegut com a "Unamailer" o "Johnny xchaotic".
Alguns experts en seguretat, com Brian Martin d'Attrition, han criticat els seus escrits, assegurant que són inexactes i generalment falsifiquen la pirateria informàtica.

## Publicacions

### Llibres
- Uberhacker II: More Ways to Break into a Computer.  Loompanics, 2003. ISBN 1-55950-239-8.
- The Happy Hacker 4th Edition.  Lexington & Concord, distributed by American Eagle Publications, 2002. ISBN 0-929408-29-2.

### Articles
- "For Love of a Gun," the history, technologies of electromagnetic guns, IEEE Spectrum, July, 2007, pp. 40 46.
- "How Hackers Break in and How they Are Caught," Scientific American, Oct. 1998,
- "How the West Was Won… or, The L-5 Society Defeated the Moon Treaty," Spacefaring Gazette, Vol. 10, No. 3, June/July 1994, pp. 1, 8.
- (Molts altres articles)